# یاتان، میسوری
یاتان (به انگلیسی: Iatan) یک روستا (ایالات متحده آمریکا) در ایالات متحده آمریکا است که در شهرستان پلت، میزوری واقع شده‌است.
 یاتان ۰٫۳۱ کیلومتر مربع مساحت و ۴۵ نفر جمعیت دارد و ۲۴۲٫۰۱ متر بالاتر از سطح دریا واقع شده‌است.